# Мариля Плонська
Мариля Плонська (пол. Maryla Płońska; 19 серпня 1957, Гданськ — 30 листопада 2011, там же) — польська дисидентка, активістка Вільних профспілок Узбережжя. Учасниця гданського страйку у серпні 1980 року, який започаткував Солідарність. Секретар Міжзаводського страйкового комітету.

## Молода активістка
Народилася у сім'ї міліціонера та співробітниці Гданської політехніки. За народження отримала ім'я Марія Гелена Плоньська, згодом іменувалася Мариля. Закінчила електромеханічний технікум, навчалася на хімічному факультеті Гданського політеху. У 21 рік активно включилася у діяльність підпільних організацій — Руху захисту прав людини та громадянина, Руху польської молоді, Вільних профспілок Узбережжя.
|                                     | Мариля, хімік та математик, багато читала, мала літературні амбіції. Вона була нашою сусідкою та допомагала переховуватись. Не хотілося втягувати у справи молоду, тендітну дівчину, як потім з'ясувалося, дуже хвору. Але Мариля активно втягнулася сама. |
| — Анджей Гвязда, Йоанна Дуда-Гвязда | |

Мариля Плонська була членом редколегії та постійним автором нелегального профспілкового бюлетеня «Robotnik Wybrzeża». 18 грудня 1979 року виступила на несанкціонованому мітингу в річницю трагічних подій 1970 року. На початку 1980 року публічно вимагала розслідування загибелі робітника активіста Тадеуша Щепаньського (імовірно вбитого за участь у вільних профспілках). Перебувала під щільним наглядом та тиском Служби безпеки ПНР.

## Секретар страйкового комітету
7 серпня 1980 року Мариля Плонська разом із Лехом Валенсою, Анджеєм та Йоанною Гвяздами, Богданом Борусевичем, Аліною Пенковською, Яном Карандзеєм поширила на Гданській корабельні листівки із закликом протестувати на підтримку звільненої Анни Валентинович. З самого початку масового страйку 14 серпня 1980 року Мариля Плонська брала активну участь у подіях. Була секретарем Міжзаводського страйкового комітету, брала участь у складанні 21 вимоги страйкарів. Організувала бюро перекладів для іноземних журналістів.
|  | Мариля Плонська була людиною скромною, здавалась навіть сором'язливою. Але вона була безкомпромісною і непохитною у своїй антикомуністичній позиції… Про її переконання найкраще говорить відповідь на запитання журналіста: «Яка мета страйку?» Не замислюючись, вона відповіла: «Мета страйку — повалення комуністичного режиму!» |

## Конфлікт із Валенсою
16 серпня 1980 року Лех Валенса, очоливши Міжзаводський страйковий комітет, почав згортати рух. Мариля Плонська рішуче виступала за продовження протестів. Разом із подружжям Гвязда, Аліною Пенковською, Богданом Лисом вона побувала на низці гданських заводів, агітувала робітників продовжувати страйки. Це призвело до конфлікту між Плонською та Валенсою. Після підписання Гданської угоди та закінчення страйку Валенса дистанціював радикальну активістку від ухвалення рішень.
|                     | Її турбувала та відштовхувала ситуація у русі Солідарність — диктатура Валенси, поступки комуністам, порушення внутрішньої профспілкової демократії. Поступово вона відійшла у тінь. |
| — Славомир Ценкевич | |

 До 1982 року Мариля Плонська перебувала в оперативній розробці держбезпеки. Заробляла приватними уроками, перекладами, малюванням. У 1984—1987 роках працювала бібліотекарем на факультеті математики, фізики та хімії Гданського університету, у 1988—1989 роках — у воєводському центрі інформатики Гданська та в компанії Intakom Sp. З 1989 року на пенсії з інвалідності. Жила в гданському багатоквартирному будинку по сусідству з подружжям Гвязда. Разом зі своєю матір'ю виховувала сина Конрада.

## Смерть та пам'ять
Мариля Плонська померла від тяжкої хвороби 30 листопада 2011 року. Похована у рідному місті на муніципальному Оливському цвинтарі.
|                       | На похороні разом із рідними були товариші з WZZ та RMP. Влада Гданська, героєм якого була Мариля, церемонію бойкотували. Так само вчинили представники державної влади, деякі її соратники. Єдиним «офіційним представником» була пані з архівного відділу гданського IPN. Марилю могли вшанувати державним похороном і гарними надгробними промовами. Але сім'я, виконуючи її волю, відмовилася прийняти орден від президента. Честь її пам'яті! |
| — Кшиштоф Вишковський | |

З прощальним листом виступили друзі Марили Плонської з вільних профспілок. У пам'яті соратників вона залишилася «скромною героїнею», яка не претендувала на власну значущу роль, але присвятила себе визвольному руху та нетерпима до будь-якої диктатури.
У 2018 році президент Польщі Анджей Дуда посмертно нагородив Марилю Плонську Хрестом Свободи і Солідарності. Її зображення включено у фреску «Жінки свободи» на залізничній станції у Гданську.